# Kościół św. Jana Nepomucena w Pielgrzymce
Kościół Świętego Jana Nepomucena – rzymskokatolicki kościół parafialny należący do parafii pod tym samym wezwaniem (dekanat Złotoryja diecezji legnickiej).

## Historia
Jest to świątynia wybudowana w połowie XIII wieku, następnie została rozbudowana w XVI wieku, a później przebudowana i powiększona według projektu architekta G. Simonettiego w 1717 roku. Kolejna przebudowa miała miejsce w 1926 roku.

## Architektura
Budowla jest orientowana, murowana, wzniesiona z kamienia łamanego i silnie oskarpowana. Posiada prostokątną nawę nakrytą sklepieniem kolebkowym na gurtach oraz prostokątne prezbiterium i wieżę od strony zachodniej zwieńczoną dachem hełmowym z prześwitem, na wieży znajduje się dzwon odlany w 1879 roku. Budowla nakryta jest dachem łamanym z powiekami, w elewacji zachodniej znajduje się romański portal uskokowy, z kolei przy elewacji północnej są umieszczone liczne przybudówki, kruchta, zakrystia, loża kolatorska, neoklasycystyczne mauzoleum von Elsnerów wybudowane w 1852 z frontonem (szczytem) nad kolumnadą zawierającym herby rodziców Oskara von Elsner: Friederike von Debschitz (1793-1869) i Sylviusa von Elsner (1783-1851).  Sylviusa von Elsner, okręgowy komisarz policji był właścicielem majątku w latach 1825-1840. Wnętrze jest nakryte sklepieniem kolebkowym na gurtach ozdobione plafonami i sztukaterią, powstałymi w XVIII wieku. We wnętrzu znajdują się drewniane dwukondygnacyjne empory z obrazowymi przedstawieniami biblijnymi i elementami snycerskimi umieszczonymi na parapetach.

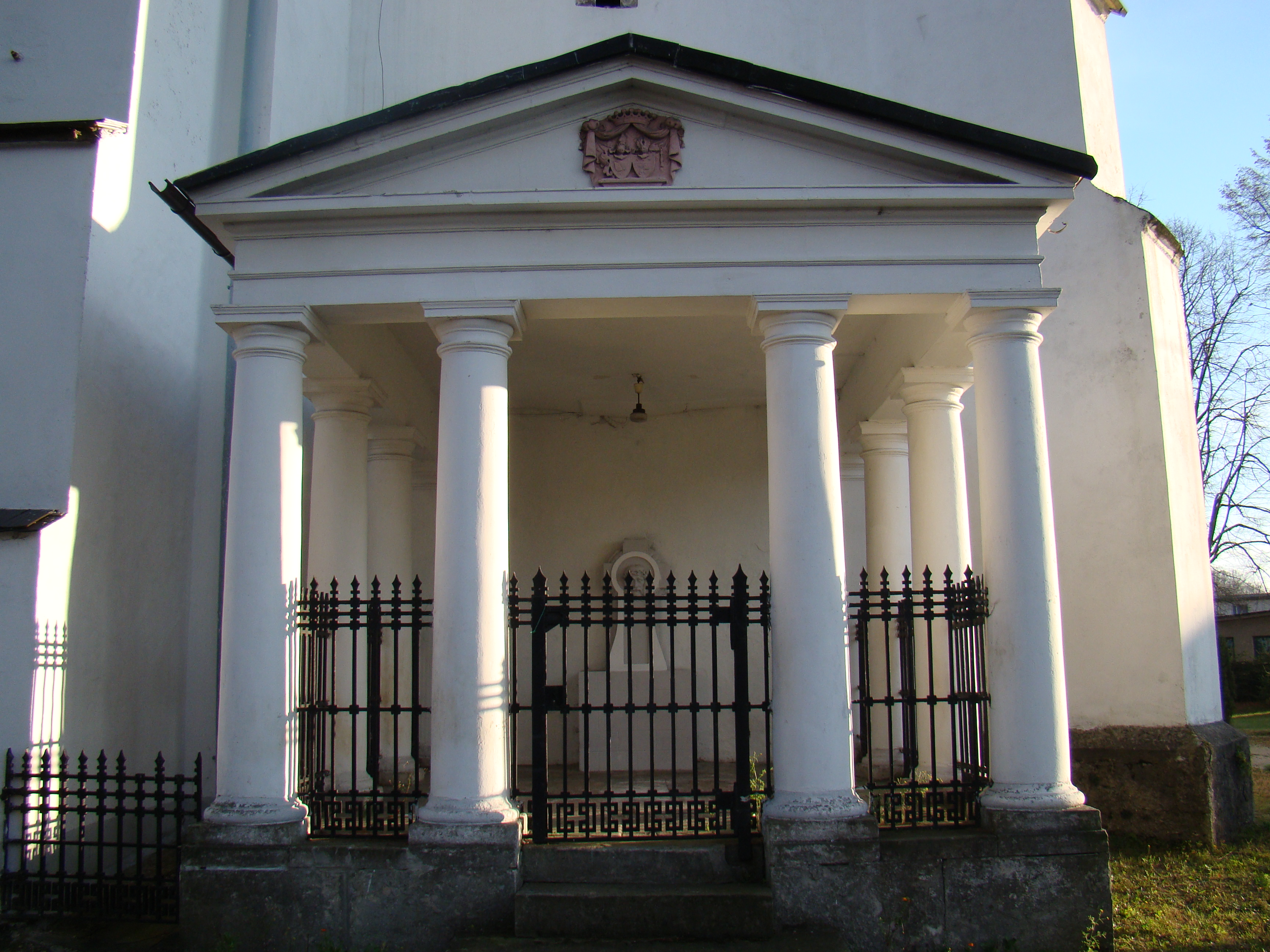
Mauzoleum Elsnerów z herbami

## Wyposażenie
Do wyposażenia świątyni należą m.in. polichromowany ołtarz główny powstały w XVIII wieku, kamienna chrzcielnica, wykonana w 1612 roku, polichromowana ambona zbudowana w XVIII wieku, prospekt organowy pochodzący z I połowy XVIII wieku. W ścianach magistralnych zachował się zespół epitafiów i płyt nagrobnych pochodzących z różnych epok.